# Keziah Veendorp
Keziah Vendoorp (Hoogezand-Sappemeer, 17 febbraio 1997) è un calciatore olandese, difensore svincolato.

## Caratteristiche tecniche
È un difensore centrale.

## Carriera

### Club
Cresciuto nelle giovanili del Groningen, ha esordito in prima squadra il 20 febbraio 2016 in occasione del match di campionato perso 4-1 contro l'AZ Alkmaar.

### Nazionale
Ha giocato nella nazionale olandese Under-17.

## Statistiche

### Presenze e reti nei club
Statistiche aggiornate all'11 aprile 2024.
| Stagione        | Squadra         | Campionato      | Campionato | Campionato | Coppe nazionali | Coppe nazionali | Coppe nazionali | Coppe continentali | Coppe continentali | Coppe continentali | Altre coppe | Altre coppe | Altre coppe | Totale | Totale | Totale |
| Stagione        | Squadra         | Comp            | Pres       | Reti       | Comp            | Pres            | Reti            | Comp               | Pres               | Reti               | Comp        | Pres        | Reti        | Pres   | Reti   |        |
| --------------- | --------------- | --------------- | ---------- | ---------- | --------------- | --------------- | --------------- | ------------------ | ------------------ | ------------------ | ----------- | ----------- | ----------- | ------ | ------ | ------ |
| 2015-2016       | Groningen       | ED              | 1          | 0          | CO              | 0               | 0               |                    | -                  | -                  |             | -           | -           | 1      | 0      |        |
| 2016-2017       | Groningen       | ED              | 0          | 0          | CO              | 0               | 0               |                    | -                  | -                  |             | -           | -           | 0      | 0      |        |
| 2017-2018       | Emmen           | 1D              | 34+3       | 0          | CO              | 1               | 0               |                    | -                  | -                  |             | -           | -           | 38     | 0      |        |
| 2018-2019       | Emmen           | ED              | 4          | 0          | CO              | 0               | 0               |                    | -                  | -                  |             | -           | -           | 4      | 0      |        |
| 2023-2024       | Bengaluru       | ISL             | 15         | 0          | SC              | 1               | 0               | -                  | -                  | -                  | DC          | -           | -           | 16     | 0      |        |
| Totale carriera | Totale carriera | Totale carriera | 57         | 0          |                 | 2               | 0               |                    | -                  | -                  |             | -           | -           | 59     | 0      |        |

## Palmarès

### Club

#### Competizioni nazionali
- Eerste Divisie: 1

Emmen: 2021-2022